# Tanambogo
Tanambogo ist ein Eiland der Florida Islands in der Zentral-Provinz, Salomonen.